# محمد أحمد المصري
محمد أحمد المصري المعروف بأبو لمعه المصري (1 فبراير 1924 الزقازيق، مصر - 4 مايو 2003)، ممثل مصري كوميدي.
حصل على بكالوريوس الفنون التطبيقية ثم دبلوم معهد التربية للمعلمين 1949 وعمل مدرسا ثم ناظر للمدرسة السعيدية ثم مسئولا كبيرا بوزارة التربية والتعليم حيث كان مديرا للعلاقات العامة بالتربية والتعليم. انضم إلى فرقة ساعة لقلبك وأدى شخصية أبو لمعة الفنان أمين الهنيدي ثم كون ثنائيا مع فؤاد راتب (الخواجة بيجو). عمل في العديد من المسرحيات منها حرم جناب الوزير، اربع مواقف مجنونة، مخالفة يا هانم، الحلم يدخل القرية، جبلاية القرود، طبق سلطة. والمسلسلات التلفزيونية، بعض فوازير عم فؤاد أمام فؤاد المهندس.

## فيلموجرافيا
تمثيل (28 عمل)
1. مطلوب عروسه
مسلسل 1990
2. انا وانت وبابا في المشمش
مسلسل 1989
3. عطشانه
فيلم 1987
4. فوازير ألف ليله وليله (كريمة - فاطيما - حليمة)
مسلسل 1987
5. المنحوس
فيلم 1987 عبد القادر
6. عذراء وثلاثة رجال
فيلم 1986
7. ينابيع النهر
مسلسل 1986
8. المحروسة 85
مسلسل 1985 المهندس سيد
9. رسول الإنسانية
مسلسل 1985 ضيف الحلقات
10. كله تمام
فيلم 1984
11. العاب ممنوعة (فيلم)
فيلم 1984
12. حب في الزنزانة
فيلم 1983
13. شيلنى وأشيلك
فيلم 1977
14. احترسي من الرجال يا ماما: 1975
15. مدرسة المراهقين
فيلم 1973
16. غراميات مجنون
فيلم 1967
17. آخر العنقود
فيلم 1966
18. المشاغب
فيلم 1965
19. عروس النيل
فيلم 1963
20. حيرة وشباب
فيلم 1962 أبولمعة
21. الأزواج والصيف
فيلم 1961
22. حياة وامل
فيلم 1961
23. حماتى ملاك
فيلم 1959
24. جريمة حب
فيلم 1955
25. عروسة المولد
فيلم 1954 أبولمعة
26. بحبوح افندي
فيلم 1954
27. القضاء في الإسلام ج8
مسلسل 1992
28. دليلة
مسلسل إذاعي 1995
29, المناسبات